# 环隆肥蛛
环隆肥蛛（学名：Larinia cyclera）为园蛛科肥蛛属的动物。在中国大陆，分布于江西、湖南等地。该物种的模式产地在湖南桑植。